# Lellia Cracco Ruggini
Lellia Cracco Ruggini (Milán, 20 de septiembre de 1931-Turín, 27 de junio de 2021) fue una historiadora italiana dedicada a la Antigüedad tardía y profesora emérita de la Universidad de Turín. Los temas a los que se ha dedicado son la economía, la historia social, la historia de las ideas y la historiografía moderna y antigua. Se ha especializado en el período entre los siglos VII y II a. C.

## Biografía
Cracco Ruggini nació en Milán el 20 de septiembre de 1931. En 1954 se graduó de la Universidad de Pavía con un título de grado en Literatura y realizó su doctorado en la Universidad de Turín, que finalizó en 1963.

### Carrera
Entre 1957 y 1968 enseñó historia de Grecia y Roma en su alma mater y en 1963 recibió el título de libera docente de Historia Romana y Epigrafía Latina; fue profesora de esta disciplina en Pavía desde 1965 hasta 1967.
Fue directora del Instituto de Historia Antigua de la Universidad de Turín de 1968 a 1975, donde enseñó Historia Romana, Griega y Epigrafía Latina en la Facultad de Filosofía y Letras. En 1989 fue elegida como miembro de la Academia Europæa. En 1995 fue nombrada profesora emérita en Turín y en 2004 fue nombrada corresponsal extranjera de la Academia de Inscripciones y Lenguas Antiguas de Francia.
Ha recibido becas del Instituto Italiano de Estudios Históricos «Benedetto Croce» de Nápoles, la Escuela de Estudios Avanzados de París y la Academia Americana en Roma, y dos veces fue elegida como parte del Instituto de Estudios Avanzados de la Universidad de Princeton. Fue codirectora de la New History Magazine, de la Italian History Magazine y fue secretaria de la revista Athenaeum desde 1962 hasta 1967. Es miembro de la Academia de Ciencias de Turín, de la Academia Nacional de los Linces, de la Sociedad Nacional de Anticuarios de Francia (desde 1991), del Instituto de Francia, de la Academia Europea de Londres, de la Asociación por la Antigüedad Tardía de París y de la Asociación de Estudios de la Antigüedad Tardía de Nápoles. Ha realizado cerca de trescientas publicaciones, entre las que se cuentan artículos de investigación y libros.

## Premios
- 1962: Premio «Alessandro Bonavera», concedido por la Academia de las Ciencias de Turín.[2]
- 1966: Premio «Stefano Iacini» al mejor libro sobre historia, entregado por el Banco de la Provincia Lombarda de Milán (Cassa di Risparmio delle Province Lombarde).[2]